# La Tourette-Cabardès
La Tourette-Cabardès è un comune francese di 22 abitanti situato nel dipartimento dell'Aude nella regione dell'Occitania.

## Società

### Evoluzione demografica
Abitanti censiti